# Cogetinci
Cogetinci este o localitate din comuna Cerkvenjak, Slovenia, cu o populație de 294 de locuitori.